# افسانه دائم‌الخمر مقدس
افسانهٔ دائم‌الخمر مقدس (ایتالیایی: La leggenda del santo bevitore) فیلمی به کارگردانی ارمانو اولمی است که در سال ۱۹۸۸ منتشر شد. از بازیگران آن می‌توان به روتخر هاور، آنتونی کوایلی، و دومینیک پینان اشاره کرد. این فیلم در ۱۹۸۸، برنده شیر طلایی جشنواره فیلم ونیز شده‌است.